# Estensione (musica)
In musica, l'estensione è l'intervallo di altezze eseguibili da un determinato strumento musicale. Per la voce viene detta estensione vocale.